# Neoscirpus dioicus
Neoscirpus dioicus är en halvgräsart som först beskrevs av Yong No Lee och Y.C.Oh, och fick sitt nu gällande namn av Yong No Lee och Y.C.Oh. Neoscirpus dioicus ingår i släktet Neoscirpus och familjen halvgräs. Inga underarter finns listade i Catalogue of Life.